# Odontorchilus
Odontorchilus – rodzaj ptaków z rodziny strzyżyków (Troglodytidae).

## Występowanie
Rodzaj obejmuje gatunki występujące w Ameryce Południowej.

## Morfologia
Długość ciała 12 cm, masa ciała 9–11 g.

## Systematyka

### Etymologia
Odontorchilus: gr. οδους odous, οδοντος odontos – „ząb”; ορχιλος orkhilos – „strzyżyk”.

### Podział systematyczny
Do rodzaju należą następujące gatunki:
- Odontorchilus branickii (Taczanowski & von Berlepsch, 1885) – popielak andyjski
- Odontorchilus cinereus (von Pelzeln, 1868) – popielak amazoński